# Prix de l'innovation César & Techniques
Prix de l'innovation César & Techniques je ocenění udělované od roku 2018 Akademií filmových umění a technik během speciálního večera, který se koná během ledna, ve stejnou dobu jako vyhlašování ceny Trophée César & Techniques.

## Vývoj
Cena si klade za cíl odměnit produkt nebo službu ve francouzském kinematografickém průmyslu. Je to zejména otázka podpory inovací v tomto rámci, které umožňují rozvíjet kinematografickou tvorbu a její distribuci.
Společnosti, které se chtějí účastnit soutěže, musejí nejprve podat žádost. Podmínkou přihlášení do soutěže je technická spolupráce alespoň na jednom z filmů soutěžících o nejlepší film. Tyto návrhy poté posuzuje výbor pro technický průmysl při Académie des arts et techniques du cinéma|akademii, která z nich několik předběžně vybere. Vítěze poté zvolí v tajné volbě ředitelé firem sdružených ve Fédération des industries du cinéma, de l'audiovisuel et du multimédia|FICAM.

## Seznam oceněných
V letech 2015–2017 se udělovala speciální cena s názvem César & Techniques.
- 2015: Ymagis (digitalizace), Jean Mizrahi
- 2016: Titra Film (dabing, titulkování, postprodukce), Sophie Frilley a David Frilley Kagansky
- 2017: Dubbing Brothers (dabing), Mathieu Taïeb
- 2018: SetKeeper (software pro předprodukci), Octave Bory
- 2019: Titra Film
- 2020: Golaem
- 2021: Mac Guff
- 2022: Deluxu ETS France (kinodistribuce a streaming)
- 2023: Noir Lumière (ochrana a využití filmových archivů)
- 2024: Poly Son (zvuková postprodukce)
- 2025: Moving Picture Company (vizuální efekty)